# Hermann Heemsoth
Hermann Heemsoth (Bremen, 21 december 1909 - 20 januari 2006) was een Duits schaker. Hij werd in 1909 in Bremen geboren en studeerde in Hamburg en Wenen; hij werd later leraar wiskunde en Engels.
Hij leerde schaken in het beroemde Schachcafé Central te Wenen. Vijftien jaar later won hij zijn eerste toernooi. Heemsoth speelde in talloze correspondentietoernooien met spelers over heel de wereld en had dan ook veel schaakvrienden van wie Dick Smit er één was.
In 1954 en 1969 was hij correspondentieschaakkampioen van Duitsland en in 1972 werd hem door de ICCF de titel Internationaal Meester Correspondentieschaak (IM) toegekend. In 1987, op 77-jarige leeftijd, werd hij Grootmeester Correspondentieschaak (GM).